# Fear of a Black Planet
Fear of a Black Planet – trzeci studyjny album amerykańskiej grupy hip-hopowej Public Enemy. Ukazał się 10 kwietnia 1990 roku nakładem wytwórni Def Jam Recordings.
W 2020 album został sklasyfikowany na 176. miejscu listy 500 albumów wszech czasów magazynu Rolling Stone, a utwór „Fight the Power” został sklasyfikowany na 2. miejscu listy 500 utworów wszech czasów.

## Lista utworów
1. "Contract on the World Love Jam" – 1:44
2. "Brothers Gonna Work It Out" – 5:07
3. "911 Is a Joke" – 3:17
4. "Incident at 66.6 FM" – 1:37
5. "Welcome to the Terrordome" – 5:25
6. "Meet the G That Killed Me" – 0:44
7. "Pollywanacraka" – 3:52
8. "Anti-Nigger Machine" – 3:17
9. "Burn Hollywood Burn" (feat. Ice Cube, Big Daddy Kane) – 2:47
10. "Power to the People" – 3:50
11. "Who Stole the Soul?" – 3:49
12. "Fear of a Black Planet" – 3:45
13. "Revolutionary Generation" – 5:43
14. "Can't Do Nuttin' for Ya Man" – 2:46
15. "Reggie Jax" – 1:35
16. "Leave This Off Your Fu*kin Charts" – 2:31
17. "B Side Wins Again" – 3:45
18. "War at 33.3" – 2:07
19. "Final Count of the Collision Between Us and the Damned" – 0:48
20. "Fight the Power" – 4:42

## Billboard

### Album
| Rok  | Lista                  | Pozycja |
| ---- | ---------------------- | ------- |
| 1990 | Billboard 200          | 10      |
| 1990 | Top R&B/Hip-Hop Albums | 3       |

### Single
| rok  | Singel                        | Lista                              | Pozycja |
| ---- | ----------------------------- | ---------------------------------- | ------- |
| 1989 | "Fight the Power"             | Hot Rap Singles                    | 1       |
| 1990 | "911 Is a Joke"               | Hot Rap Singles                    | 1       |
| 1990 | "911 Is a Joke"               | Hot R&B/Hip-Hop Singles & Tracks   | 15      |
| 1990 | "911 Is a Joke"               | Hot Dance Music/Maxi-Singles Sales | 26      |
| 1990 | "911 Is a Joke"               | Hot 100                            | 34      |
| 1990 | "Brothers Gonna Work it Out"  | Hot Rap Singles                    | 22      |
| 1990 | "Brothers Gonna Work it Out"  | Hot R&B/Hip-Hop Singles & Tracks   | 20      |
| 1990 | "Brothers Gonna Work it Out"  | Hot Dance Music/Club Play          | 31      |
| 1990 | "Brothers Gonna Work it Out"  | Hot Dance Music/Maxi-Singles Sales | 36      |
| 1990 | "Welcome to the Terrordome"   | Hot Rap Singles                    | 3       |
| 1990 | "Welcome to the Terrordome"   | Hot R&B/Hip-Hop Singles & Tracks   | 15      |
| 1990 | "Welcome to the Terrordome"   | Hot Dance Music/Club Play          | 49      |
| 1990 | "Welcome to the Terrordome"   | Hot Dance Music/Maxi-Singles Sales | 8       |
| 1991 | "Can't Do Nuttin' for Ya Man" | Hot Rap Singles                    | 11      |

## Twórcy
- Chuck D – rap
- Flavor Flav – rap
- Professor Griff – rap
- Big Daddy Kane – rap
- Ice Cube – rap
- Chris Champion – asystent inżyniera dźwięku
- Paul Eulin – inżynier dźwięku, miksowanie
- Rod Hui – inżynier dźwięku, miksowanie
- Steve Loeb – inżynier dźwięku
- Branford Marsalis – saksofon
- Carl Ryder – aranżacje, produkcja
- Nick Sansano – inżynier dźwięku, miksowanie
- Keith Shocklee – aranżacje, produkcja
- Paul Shabazz – programowanie
- Christopher Shaw – inżynier dźwięku, miksowanie
- Hank Shocklee – aranżacje, produkcja
- Howie Weinberg – mastering
- Kirk Yano – inżynier dźwięku
- Eric "Vietnam" Sadler – aranżacje, produkcja, miksowanie
- Mike Bona – inżynier dźwięku, miksowanie
- Norman Rogers – skrecze
- Jules Allen – zdjęcia
- Dave Patillo – asystent inżyniera dźwięku
- Dan Wood – inżynier dźwięku, miksowanie
- Tom Conway – asystent inżyniera dźwięku